# Douglas A-3
Die Douglas A-3 Skywarrior (vor 1962 A3D) war ein zweistrahliges Kampfflugzeug der Zeit des Kalten Krieges aus US-amerikanischer Produktion. Sie war das schwerste und am längsten in Dienst stehende Trägerflugzeug der U.S.Navy. Hersteller war die Douglas Aircraft Company.

## Entwicklung
Das Projekt „Skywarrior“ für einen trägergestützten, nuklearwaffenfähigen Bomber begann schon 1947. Doch die Planung der grundsätzlichen Auslegung dauerte zwei Jahre, deshalb bekam Douglas den offiziellen Bauauftrag erst im März 1949. Das zweisitzige Flugzeug wurde als Schulterdecker mit 36° gepfeilten und faltbaren Tragflächen und darunter hängenden Strahltriebwerken geplant. Die Zelle hatte einen Waffenschacht für Abwurfmunition und dazu ein radargesteuertes Bombenabwurfgerät. Im Heck war als Abwehrbewaffnung eine ferngesteuerte 20-mm-Zwillingsmaschinenkanone eingebaut. Als Antrieb sollten zwei Westinghouse XJ40-WE-3 Turbojets mit 3.175 kp Schub verwendet werden. Am 28. Oktober 1952 fand der Jungfernflug statt. Doch ständige Triebwerksprobleme und der Abbruch der Entwicklung des XJ40 führten zur Entscheidung, das Pratt & Whitney J57-Triebwerk einzubauen. Mit diesem zuverlässigeren und stärkeren Antrieb flog dann am 16. September 1953 der Prototyp der XA3D-1 zum ersten Mal. Die Besatzung sollte im Notfall mit Fallschirmen abspringen, da keine Schleudersitze eingebaut waren. Dies sollte der Crew ähnlich wie im Jagdflugzeug F3D durch eine von der Kabine zum Notausstieg führende Tunnel-Rutsche ermöglicht werden.
Von der ersten Serienversion A3D-1 wurden aber nur 50 Stück gebaut, die erst im März 1956 zu den Einsatzverbänden kamen. Dort erhielten sie auch den Spitznamen Whale (Wal), wegen ihrer im Vergleich zu den früheren Trägerflugzeugen enormen Größe. Nach Einführung der verbesserten A3D-2 wurden die A3D-1-Flugzeuge in der Ausbildung eingesetzt.

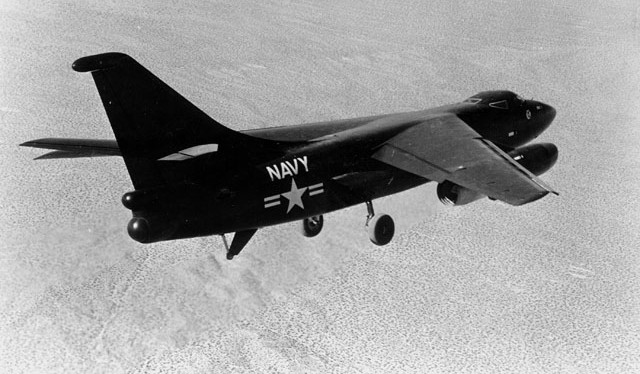
Prototyp XA3D-1

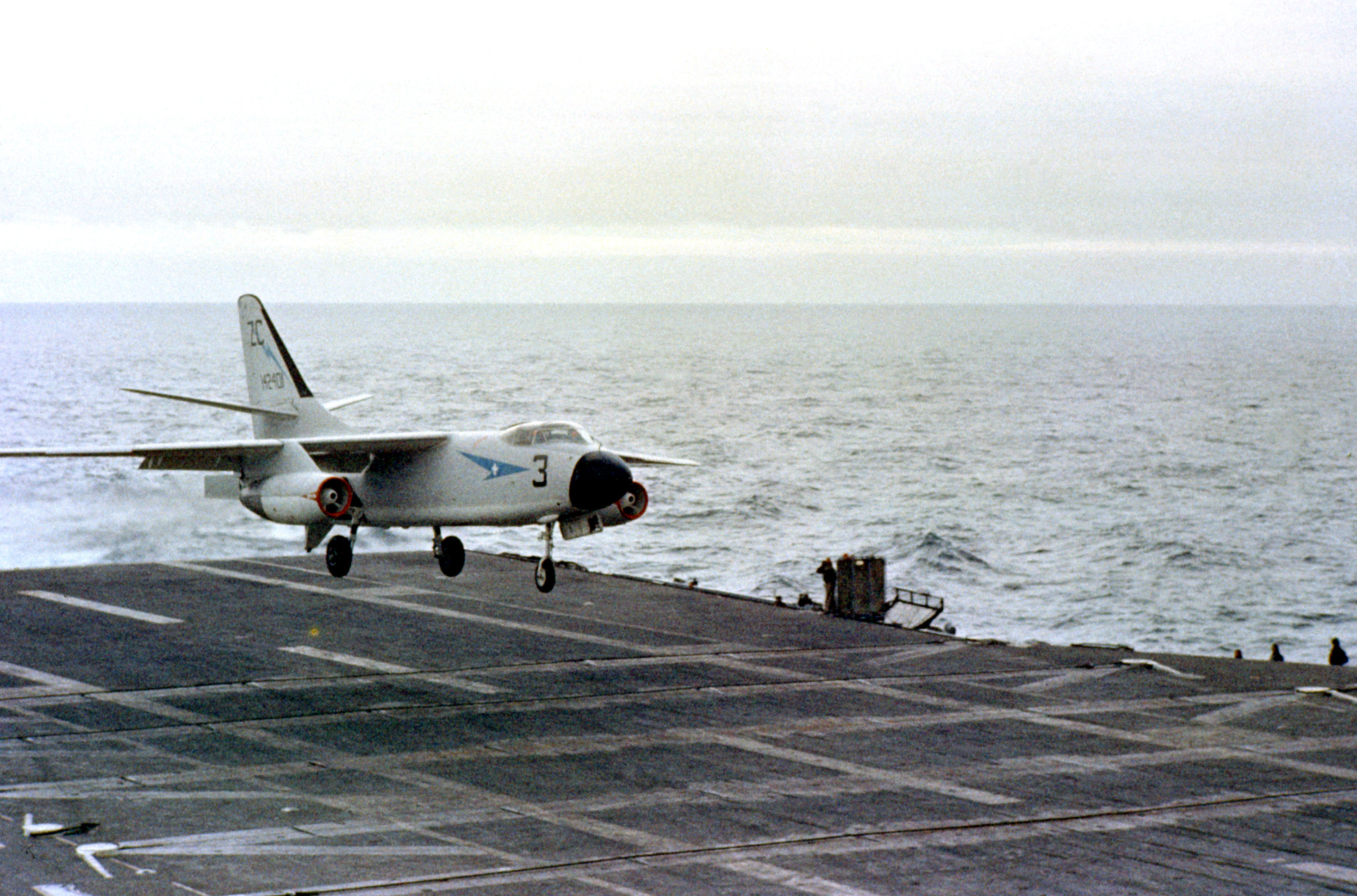
Eine A3D-2 bei der Landung auf der Ranger

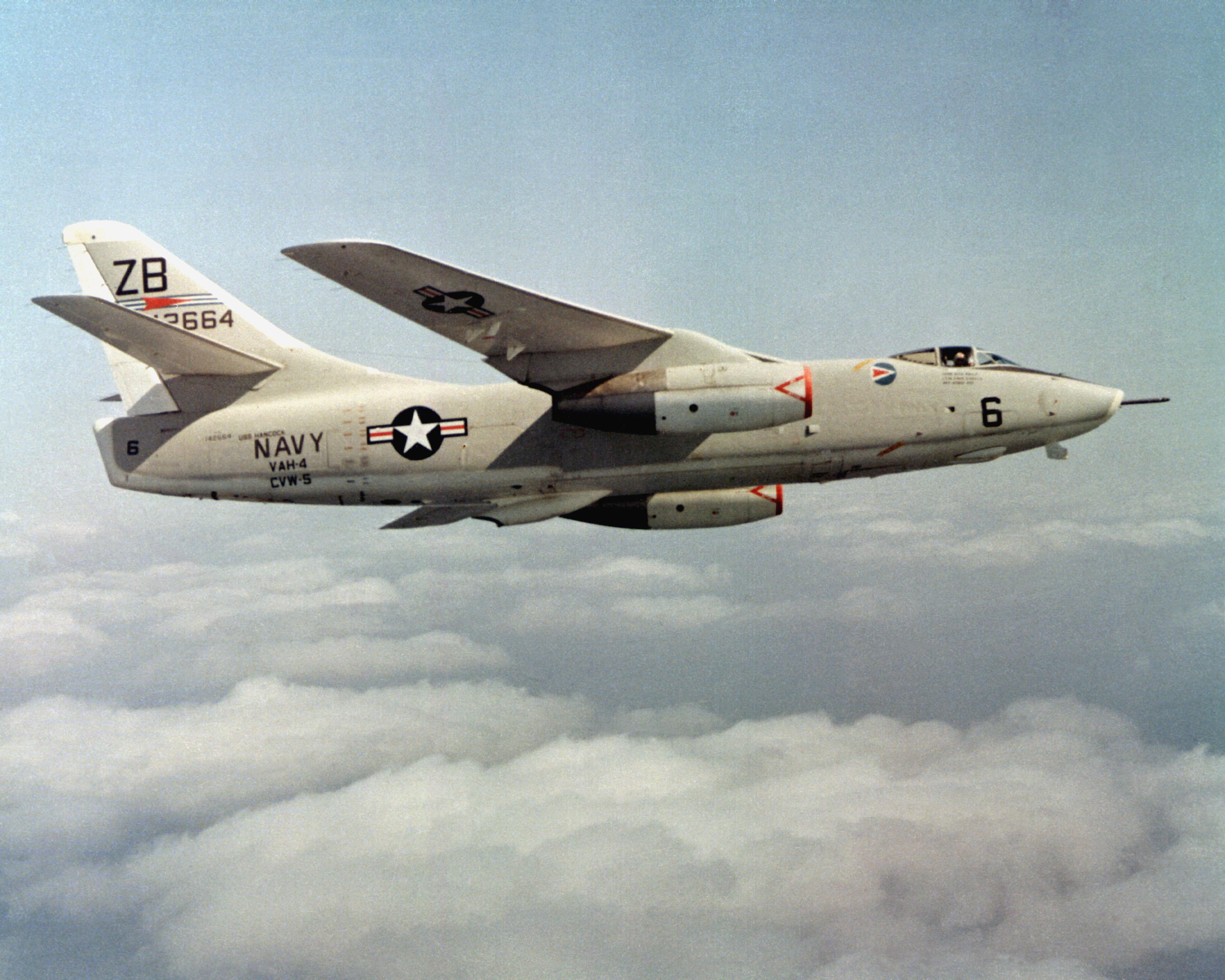
Tankflugzeug KA-3B der Hancock im Vietnamkrieg 1967

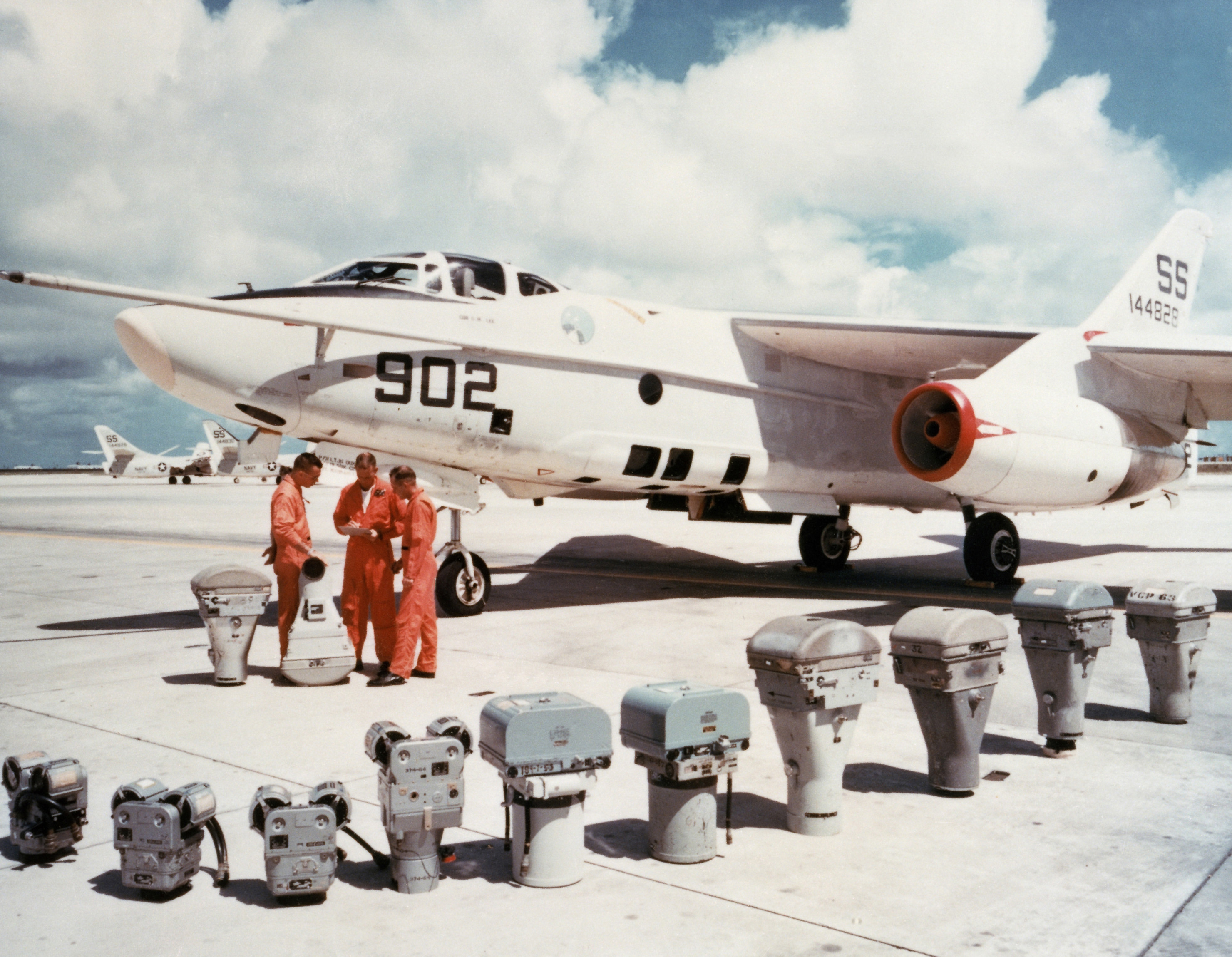
Kameraausrüstung einer RA-3B

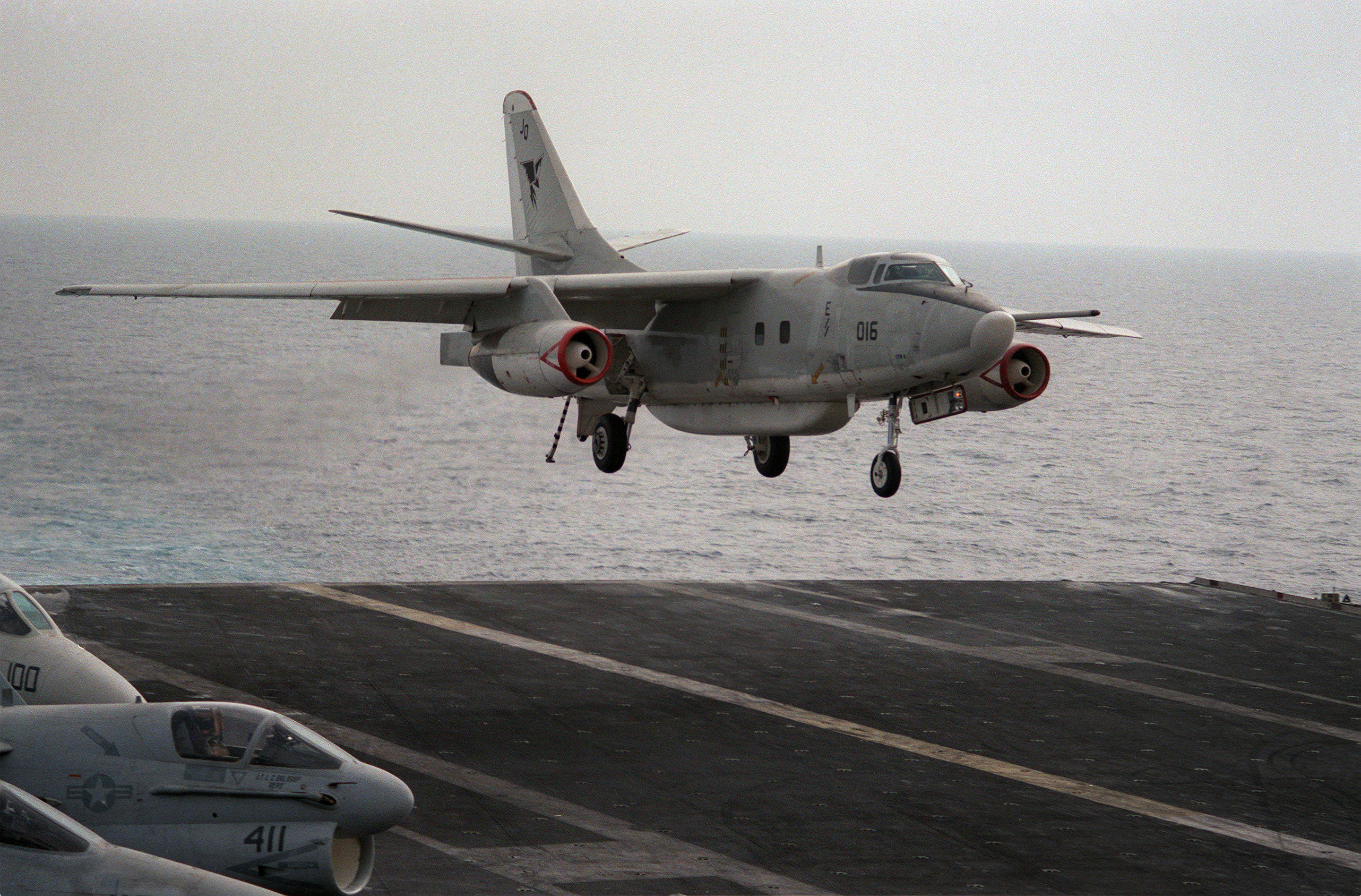
ELINT-Version EA-3B der Staffel VQ-2

Die eigentlichen Einsatzmuster waren dann die A3D-2, die neben den stärkeren J57-P-10-Triebwerk mit 4.763 kp ohne und 5.625 kp Schub mit Wassereinspritzung vor allem mit besserer Avionik ausgestattet wurden. Mit dieser Ausrüstung war der Bomber als erstes Trägerflugzeug allwettereinsatzfähig. Der Abwurf der Bomben konnte danach sowohl manuell, halb - und auch vollautomatisch erfolgen; damit verbesserte sich die Wahrscheinlichkeit eines erfolgreichen Waffeneinsatzes und auch die Überlebensfähigkeit des Flugzeuges.
Als dann 1962 im Rahmen der Bezeichnungsstandardisierung die A3D-2 in A-3B umbenannt wurde, modernisierte man auch die Avionik. Zusätzlich wurden die Maschinenkanonen ausgebaut und gegen Radarstörgeräte und Täuschkörperwerfer getauscht.
Anfang der 1960er Jahre kam dann der Nachfolger North American A-5 Vigilante und gleichzeitig die Entscheidung, die „nukleare Abschreckung“ der Navy von den Flugzeugträgern auf die atomare U-Boot-Flotte zu verlegen. Damit konnten die „Skywarrior“ für andere Einsatzarten verwendet werden. Zuerst nutzte man die Flugzeuge als trägergestützten Tanker (Code KA-3B), indem man den Bombenschacht mit einer Luftbetankungsanlage ausrüstete. Weiterhin nutzte man sie in der elektronischen Kampfführung. Ausgesuchte und mit einer geringen Flugstundenzahl belastete Exemplare wurden komplett neu verkabelt und erhielten eine viersitzige Kabine. Die zusätzlichen Besatzungsmitglieder bedienten eine Vielzahl von Radaraufklärungs- und -bekämpfungsgeräten. Diese EA-3B blieben den gesamten Vietnamkrieg und die folgenden zwei Jahrzehnte bis zum Golfkrieg im Einsatz. Ab 1989 wurde sie durch die  Grumman EA-6B Prowler abgelöst. Die letzte EA-3B wurde im September 1991 ausgemustert.
Die United States Air Force nutzte eine als B-66 Destroyer bezeichnete Variante.

## Varianten
YA-3A (XA3D-1)Zwei Prototypen, der erste mit J40-Triebwerken, der zweite mit J57-Triebwerken.
A-3A (A3D-1)50 Maschinen; Serienflugzeug.
YRA-3A (YA3D-1P)Prototyp eines Aufklärungsflugzeugs, Umbau aus A-3A.
YEA-3A (YA3D-1Q)Prototyp einer ECM-Version, Umbau aus A-3A.
EA-3A (A3D-1Q)ECM-Version, Umbau aus A-3A.
A-3B (A3D-2)Serienversion mit verstärkter Zelle, größerem Bombenschacht und J57-10-Triebwerken, 164 gebaut.
YEA-3B (YAeD-2Q)Prototyp einer ECM-Version, 1 gebaut.
EA-3B (A3D-2Q)ECM- und Elint-Version, 24 Maschinen gebaut.
KA-3BUmbau von 85 A-3B zu Tankflugzeugen ab 1967, Ausbau der Bewaffnung und des Bombenzielradars (dadurch neue Flugzeugnase).
EKA-3BUmbau von 34 KA-3B und fünf A-3B zu Tankflugzeugen mit ECM-Ausrüstung, Rückbau zu KA-3B ab 1972.
RA-3B (A3D-2P)Photoaufklärer, 30 Maschinen gebaut.
ERA-3Bmit ECM-Ausrüstung versehene RA-3B.
TA-3B (A3D-2T)Schulmaschine als Navigations- und Bombenzieltrainer, 12 Maschinen gebaut.
UA-3BUmbau von zwei TA-3B zu VIP-Transportern.
VA-3BUmbau einer EA-3B zum VIP-Transporter.
- verschiedene Maschinen wurden zu Testzwecken umgerüstet und als NRA-3A, NA-3A, NRA-3B und TNRA-3B bezeichnet.

## Technische Daten der A-3B Skywarrior
- Typ: trägergestützter leichter Bomber
- Triebwerk: zwei Pratt & Whitney J57-P-10 Turbojet-Triebwerke mit 4.763 kp Schub ohne und 5.625 kp Schub mit Wassereinspritzung
- Leistung: Höchstgeschwindigkeit in 3.050 m Höhe 982 km/h; Dienstgipfelhöhe 12.495 m; Einsatzradius mit Standard-Treibstofftank 1.690 km; max. Reichweite 4.667 km
- Gewicht: Leergewicht 17.876 kg; Standard-Startgewicht 31.752 kg; max. Startgewicht 37.195 kg
- Abmessungen: Spannweite 22,10 m; Länge 23,27 m; Höhe 6,95 m; Tragflügelfläche 75,43 m²

## Bewaffnung
Heckbewaffnung zur Selbstverteidigung
- 2 Maschinenkanonen im Kaliber 20 mm vom Typ Hispano-Suiza HS.404 (bei der amerikanischen Streitkräften als M3, bei der US Air Force als M24 bezeichnet) mit je 400 Schuss Munition. Die Maschinenkanonen sind auf einer Doppellafette in einer beweglichen Kuppel am Heck eingebaut. Zum Zielen diente ein eigenes, ebenfalls in einer Kuppel am Heck eingebautes Feuerleitradar, der Bordschütze/Navigator bediente die Waffe per Fernsteuerung.

Kampfmittel bis zu 5.443 kg im internen Bombenschacht und zwei Außenlaststationen unter den Tragflächen
Ungelenkte Bomben
- 1 × Mk.15 Mod. 2 (Bremsschirmverzögerte Freifallbombe mit thermonuklearem 1,69 / 3,8-MT-Sprengsatz)
- 12 × BLU-111A/B (227-kg-/500-lb-Freifallbombe, analog Mk.82 mit thermischem Schutzanstrich)
- 6 × BLU-110/B (454-kg-/1000-lb-Freifallbombe, analog Mk.83)
- 6 × AN-Mk. 1 panzerbrechende 730-kg-Freifallbombe (1.600 lb)
- 4 × BLU-109/B (907-kg/2000-lb-Freifallbombe, analog Mk.84)
- 6 × Mk.36 „Destructor“ (250-kg-/560-lb-Seemine auf Basis der Mk.82 Snakeye)
- 6 × Mk.25 Mod. 2 (900-kg-/2000-lb-Seemine)